# مارك هاتسون
مارك هاتسون (بالإنجليزية: Mark Hutson)‏ هو لاعب كرة قدم أمريكية ومدرب رياضي أمريكي، ولد في 29 أغسطس 1966 في فورت سميث في الولايات المتحدة.